# جان گلاور (بازیگر)
جان گلاور (انگلیسی: Jon Glover) صداپیشه و بازیگر سینما و تلویزیون و رادیو اهل بریتانیا است. وی از سال ۱۹۷۴ میلادی تاکنون مشغول فعالیت بوده‌است.
از فیلم‌ها یا مجموعه‌های تلویزیونی که وی در آن‌ها نقش داشته است، می‌توان به دانتون ابی و پویش اژدها ۷: سفر پادشاه نفرین شده (بازی ویدئویی) اشاره نمود.